# Kempegauda nemzetközi repülőtér
A Kempegauda nemzetközi repülőtér (IATA: BLR, ICAO: VOBL) India egyik nemzetközi repülőtere, amely Bengaluru közelében található. Éves utasforgalma 32 105 723 fő (2018). Utasforgalma alapján 2018-ban Ázsia 6. legforgalmasabb repülőtere volt.

## Futópályák
A repülőtér futópályái:
- 09L/27R (4000 m, 45 m, aszfalt)
- 09R/27L (4000 m, 45 m, aszfalt)

## Forgalom
Az utasforgalom az elmúlt években az alábbi módon változott:
| Utasok száma | 11 237 468 | 12 543 663 | 12 010 553 | 18 111 096 | 22 187 841 | 24 956 514 | 32 105 723 | 13 514 183 | 16 073 009 | 27 503 817 |
|              | 2010       | 2011       | 2012       | 2015       | 2016       | 2017       | 2018       | 2020       | 2021       | 2022       |